# Nationaal Park Boog van Samara
Nationaal Park Boog van Samara of Nationaal Park Samarskaja Loeka  (Russisch: Национальный парк Самарская Лука) is een nationaal park gelegen in de oblast Samara in Europees Rusland. De oprichting tot nationaal park vond plaats op 28 april 1984 per decreet (№ 161/1984) van de Raad van Ministers van de Russische SFSR. Hiermee was het het derde nationaal park dat in Rusland werd opgericht. Nationaal Park Boog van Samara heeft een oppervlakte van 1.340 km².

## Kenmerken
Nationaal Park Boog van Samara is gelegen aan de middenloop van de Wolga in de gelijknamige Boog van Samara. Het gebied dankt zijn naam aan de meer dan 200 kilometer lange boog die de Wolga maakt rondom de Zjigoelihoogte. De Zjigoelihoogte vormt een plateau, dat van tektonische oorsprong is en gevormd werd gedurende het Carboon en Perm. De meestvoorkomende terreintypen zijn geërodeerde karstlandschappen en steile kloven. De bovenste sedimentslagen in de Boog van Samara bestaan voornamelijk uit dolomiet en kalksteen.

## Flora en fauna
In Nationaal Park Boog van Samara zijn iets meer dan 1.000 soorten vaatplanten vastgesteld. Loofbomen zijn in het gebied de breedst vertegenwoordigde bosvormers, met soorten als zomereik (Quercus robur), winterlinde (Tilia cordata), Noorse esdoorn (Acer platanoides) en esp (Populus tremula). Her en der groeit ook de grove den (Pinus sylvestris). Opener gebieden zijn bedekt met rotsachtige steppeterreinen. Diersoorten die er voorkomen zijn onder meer het Siberisch ree (Capreolus pygargus), wolf (Canis lupus), Euraziatische lynx (Lynx lynx), oostelijke blinde muis (Spalax microphthalmus), casarca (Tadorna ferruginea) en bijeneter (Merops apiaster).